# اورلیو مسکورا
اورلیو مسکورا (انگلیسی: Aurelio Mosquera؛ ۲ اوت ۱۸۸۳ – ۱۷ نوامبر ۱۹۳۹) سیاستمدار، و پزشک اهل اکوادور بود. وی از ۲ دسامبر ۱۹۳۸ تا ۱۷ نوامبر ۱۹۳۹ رئیس‌جمهور این کشور بود.
اورلیو مسکورا در ۱۷ نوامبر ۱۹۳۹، در سن ۵۶ سالگی بر اثر سکته قلبی درگذشت.